# Devonshire, Bermuda

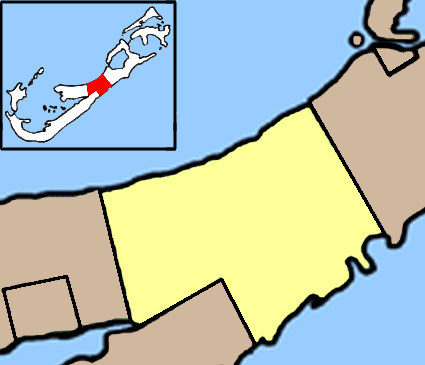
Devonshires församling i Bermuda

Devonshire är en församling (parish) i Bermuda. Devonshire hade 7 326 invånare, år 2012, på en yta av 4,9 km².